# Singapore Open 1998 - Qualificazioni singolare
Le qualificazioni del singolare  dello  Singapore Open 1998 sono state un torneo di tennis preliminare per accedere alla fase finale della manifestazione. I vincitori dell'ultimo turno sono entrati di diritto nel tabellone principale. In caso di ritiro di uno o più giocatori aventi diritto a questi sono subentrati i lucky loser, ossia i giocatori che hanno perso nell'ultimo turno ma che avevano una classifica più alta rispetto agli altri partecipanti che avevano comunque perso nel turno finale.
Le qualificazioni del torneo Singapore Open 1998 prevedevano 16 partecipanti di cui 4 sono entrati nel tabellone principale.

## Teste di serie
1. Daniel Nestor (Qualificato)
2. Michael Kohlmann (Qualificato)
3. Martin Sinner (ultimo turno)
4. Laurence Tieleman (ultimo turno)

1. Christian Vinck (Qualificato)
2. Lleyton Hewitt (Qualificato)
3. Tuomas Ketola (ultimo turno)
4. Rogier Wassen (primo turno)

## Qualificati
1. Daniel Nestor
2. Michael Kohlmann

1. Christian Vinck
2. Lleyton Hewitt

## Tabellone

### Legenda
| - Q = Qualificato - WC = Wild card - LL = Lucky loser | - ALT = Alternate - SE = Special Exempt - PR = Protected Ranking | - w/o = Walkover - r = Ritirato - d = Squalificato |

### Sezione 1
|  | Primo turno | Primo turno         | Primo turno         | Primo turno | Primo turno |  |  | Ultimo turno | Ultimo turno        | Ultimo turno        | Ultimo turno | Ultimo turno |  |
|  |             |                     |                     |             |             |  |  |              |                     |                     |              |              |  |
|  | 1           | Daniel Nestor       | Daniel Nestor       | 6           | 6           |  |  |              |                     |                     |              |              |  |
|  |             | Karsten Braasch     | Karsten Braasch     | 1           | 4           |  |  | 1            | Daniel Nestor       | Daniel Nestor       | 6            | 7            |  |
|  |             | Paradorn Srichaphan | Paradorn Srichaphan | 6           | 7           |  |  |              | Paradorn Srichaphan | Paradorn Srichaphan | 3            | 5            |  |
|  | 8           | Rogier Wassen       | Rogier Wassen       | 4           | 6           |  |  |              |                     |                     |              |              |  |

### Sezione 2
|  | Primo turno | Primo turno             | Primo turno             | Primo turno | Primo turno |  |  | Ultimo turno | Ultimo turno     | Ultimo turno     | Ultimo turno | Ultimo turno |  |
|  |             |                         |                         |             |             |  |  |              |                  |                  |              |              |  |
|  | 2           | Michael Kohlmann        | Michael Kohlmann        | 6           | 7           |  |  |              |                  |                  |              |              |  |
|  |             | Wei-Jen Cheng           | Wei-Jen Cheng           | 2           | 6           |  |  | 2            | Michael Kohlmann | Michael Kohlmann | 7            | 7            |  |
|  | 7           | Tuomas Ketola           | Tuomas Ketola           | 6           | 7           |  |  | 7            | Tuomas Ketola    | Tuomas Ketola    | 5            | 6            |  |
|  |             | Kirill Ivanov-Smolensky | Kirill Ivanov-Smolensky | 3           | 6           |  |  |              |                  |                  |              |              |  |

### Sezione 3
|  | Primo turno | Primo turno     | Primo turno     | Primo turno | Primo turno |  |  | Ultimo turno | Ultimo turno    | Ultimo turno | Ultimo turno | Ultimo turno |  |
|  |             |                 |                 |             |             |  |  |              |                 |              |              |              |  |
|  | 3           | Martin Sinner   | 3               | 6           | 6           |  |  |              |                 |              |              |              |  |
|  |             | Ben Ellwood     | 6               | 0           | 2           |  |  | 3            | Martin Sinner   | 6            | 3            | 6            |  |
|  | 5           | Christian Vinck | Christian Vinck | 6           | 6           |  |  | 5            | Christian Vinck | 2            | 6            | 7            |  |
|  |             | Kalle Flygt     | Kalle Flygt     | 4           | 0           |  |  |              |                 |              |              |              |  |

### Sezione 4
|  | Primo turno | Primo turno          | Primo turno          | Primo turno | Primo turno |  |  | Ultimo turno | Ultimo turno      | Ultimo turno      | Ultimo turno | Ultimo turno |  |
|  |             |                      |                      |             |             |  |  |              |                   |                   |              |              |  |
|  | 4           | Laurence Tieleman    | Laurence Tieleman    | 6           | 6           |  |  |              |                   |                   |              |              |  |
|  |             | Andrian Raturandang  | Andrian Raturandang  | 2           | 2           |  |  | 4            | Laurence Tieleman | Laurence Tieleman | 3            | 1            |  |
|  | 6           | Lleyton Hewitt       | Lleyton Hewitt       | 7           | 6           |  |  | 6            | Lleyton Hewitt    | Lleyton Hewitt    | 6            | 6            |  |
|  |             | Oscar Burrieza-Lopez | Oscar Burrieza-Lopez | 6           | 0           |  |  |              |                   |                   |              |              |  |